# Guardapolsi in pietra

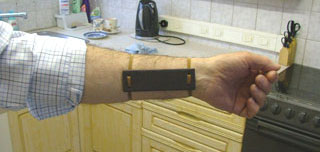
Riproduzione di un esemplare in pietra (nello specifico, in ardesia), portato al polso secondo una modalità ipotetica.

I guardapolsi in pietra del Bronzo Antico (risalenti a 2400-1900 a.C. circa) si trovano dappertutto in Europa e sono strettamente associati alle culture del vaso campaniforme e  di Unetice. 
I guardapolsi sono piccoli rettangoli in pietra (spesso ardesia) con un certo numero di fori, in genere da due a sei, che permettevano di legarli al braccio per mezzo di corde. Uno di essi, proveniente da Hemp Knoll (presso Avebury, nel Wiltshire), portava dei segni che ne indicavano chiaramente la legatura al braccio tramite due corde. I modelli di guardapolsi sono stereotipati e le forme comuni mostrano una stretta 'cintura' e una sezione trasversale curva (presumibilmente per adattarlo meglio al braccio). I guardapolsi vengono rinvenuti esclusivamente a corredo di sepolture maschili, spesso giacenti in prossimità del polso del cadavere. Rari esempi - tre in Gran Bretagna - sono decorati con rivetti o lamine in oro.
In principio, si era pensato che questi guardapolsi fossero stati usati dagli arcieri per proteggere l'avambraccio dalla frizione della corda dell'arco; tuttavia recenti ricerche (Smith, 2006; Woodward et al., 2006) hanno messo in luce che (almeno per quel che riguarda la Britannia) essi, di solito, non si trovano nelle tombe in associazione con punte di frecce (essendo l'Arciere di Amesbury una notevole eccezione) e nemmeno sono stati trovati sulle parti del braccio che necessitavano essere protette dalla corda dell'arco (come l'interno del polso sinistro). Quando gli oggetti vengono rinvenuti nei tumuli, essi si trovano sempre nella tomba centrale primaria, un posto pensato per essere riservato ai capofamiglia e ad altre persone importanti. Almeno uno di questi guardapolsi (proveniente da Barnack, nel Cambridgeshire) ha capsule fatte di foglio (metallico) pressate in ognuno dei suoi 18 buchi. Queste capsule avrebbero proibito ogni forma di rivetto o corda, usati per la legatura (si veda Smith 2006). Sembra probabile che, così come trovati nelle tombe, questi oggetti venissero usati come status symbol nell'ambito di gruppi familiari. Non c'è nessuna prova sul fatto se essi fossero utilizzati nelle attività quotidiane e in che modo.  
Famose sepolture contenenti guardapolsi in pietra sono quelle dell'Arciere di Amesbury e la Tomba di Barnack.

## Terminologia

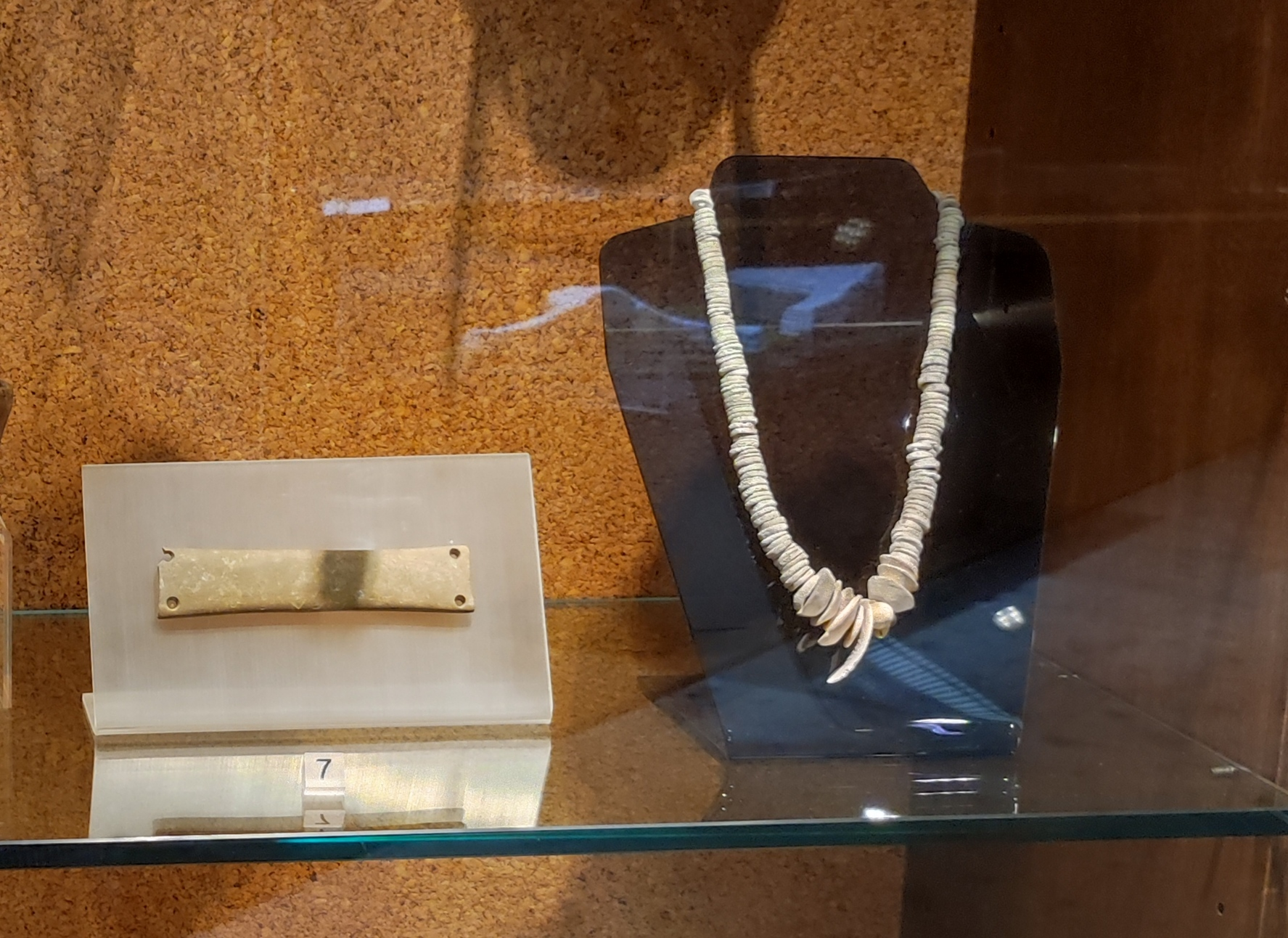
Guardapolsi in pietra a 4 perforazioni della cultura di Bonnanaro da Settimo San Pietro (CA)

I guardapolsi sono catalogati, di solito, seguendo la classificazione di Atkinson del 1970 (citata in Clarke 1970) oppure quella di Smith del 2006. Delle due, la classificazione meno rigida e più descrittiva è quella di Smith del 2006, che usa un sistema a tre caratteri per classificare gli oggetti in base a tre semplici caratteristiche:
- Numero totale di perforazioni: (per es. 2, 4, 6 ecc.)

- Forma in piano: descritta come ...-
  - 'Waisted' (lett. dalla vita sottile), avente una stretta sezione mediana
  - 'Tapered' (rastremata), avente le estremità strette
  - 'Straight-sided', (a facce diritte) avente un piano rettangolare

- Forma della sezione trasversale: descritta come...
  - 'Curved', (curva) avente una sezione trasversale concava-convessa
  - 'Plano-Convex' (piano-convessa), avente una sezione trasversale piana-convessa, (vale a dire, un lato piatto e un altro curvo)
  - 'Flat' (piatta), avente una sezione trasversale piatta o leggermente bi-convessa

I tipi più comuni di guardapolsi sono...
- 'tapered' (rastremati) costituiti da 2TF
- 'straight' costituiti principalmente da 4SF e 6SF e
- 'waisted' costituiti principalmente da 4WC

Qui di seguito viene mostrata la classificazione di Atkinson del 1970, tradotta nel sistema di classificazione più recente:
A1 =2TF
A2 =2TF
B1 =2SF
B2 =4SF
B3 =6SF
C1 =4WC
C2 =2WC